# Eunice Jepkoech Sum

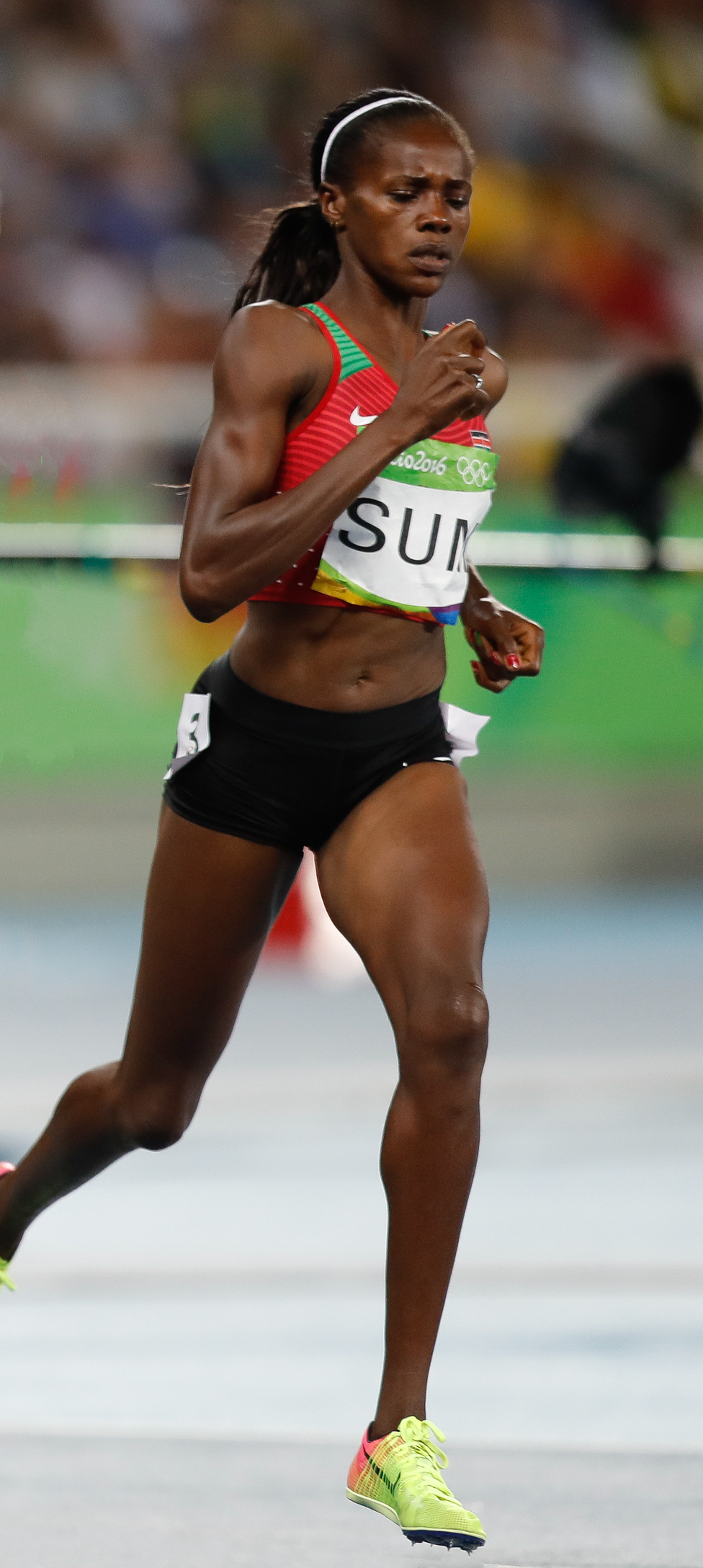
2016 bei Olympia

Eunice Jepkoech Sum (* 10. April 1988) ist eine kenianische Mittelstreckenläuferin, die sich auf die 800-Meter-Distanz spezialisiert hat.
Bei den Weltmeisterschaften 2011 in Daegu erreichte sie das Halbfinale. 2012 gewann sie Silber bei den Afrikameisterschaften, schied aber bei den Olympischen Spielen in London im Vorlauf aus.
Bei den Weltmeisterschaften 2013 in Moskau konnte sie auf der Zielgeraden einen Angriff von Marija Sawinowa parieren und errang den Titel mit ihrem um fast zwei Sekunden verbesserten persönlichen Rekord von 1:57,38 min.
Bei den Afrikameisterschaften 2014 in Marrakesch gewann sie die Goldmedaille im 800-Meter-Lauf. 2015 errang sie bei den Weltmeisterschaften in Peking die Bronzemedaille.

## Persönliche Bestzeiten
- 800 m: 1:56,99 min, 4. Juli 2015, Paris Saint-Denis
- 1500 m: 4:01,54 min, 31. Mai 2014, Eugene
- 3000 m: 8:53,12 min, 2. Juni 2012, Eugene